# Partido Rauch
Rauch ist ein Partido der Provinz Buenos Aires in Argentinien. Laut einer Schätzung von 2019 hat der Partido 16.083 Einwohner auf 4.300 km². Der Verwaltungssitz ist die Ortschaft Rauch. Der Partido wurde 1865 von der Provinzregierung geschaffen.